# Siphonolabrum tenebrosus
Siphonolabrum tenebrosus is een naaldkreeftjessoort uit de familie van de Anarthruridae. De wetenschappelijke naam van de soort is voor het eerst geldig gepubliceerd in 2007 door Bird.